# آتول ألف ألف
آتول ألف ألف هو آتول من آتولات جزر المالديف تأسس في 1 مارس 1984 ويبلغ عدد سكانه 5905 نسمة. العديد من الجزر في هذا الآتول كانت مأهولة بالسكان منذ العصور القديمة وتوجد بقايا أثرية منذ عصر الفترة البوذية.